# Нарики, Какианако
Какианако Нарики (англ. Kakianako Nariki, род. 28 декабря 1982, Маракеи, Острова Гилберта) — кирибатийский легкоатлет, выступавший в беге на короткие дистанции. Участник летних Олимпийских игр 2004 года.

## Биография
Какианако Нарики родился 28 декабря 1982 года на атолле Маракеи в Кирибати.
В 2003 году участвовал в Южнотихоокеанских играх в Суве. В беге на 100 метров занял 6-е место в четвертьфинале с результатом 12,4 секунды, в беге на 200 метров — последнее, 4-е место в полуфинале (24,18). В эстафете 4х100 метров сборная Кирибати, за которую выступал Нарики, заняла последнее, 7-е место с национальным рекордом — 45,74.
В 2004 году вошёл в состав сборной Кирибати на летних Олимпийских играх в Афинах. В беге на 100 метров занял последнее, 7-е место в 1/8 финала, показав результат 11,62 и уступив 1,34 секунды попавшему в четвертьфинал с 3-го места Роланду Немету из Венгрии.

## Личные рекорды
- Бег на 100 метров — 11,62 (21 августа 2004, Афины)[4]

## Увековечение
Введён в Зал славы Национального олимпийского комитета Кирибати.